# Каукей
Кауке́й (каз. Кәукей) — село у складі Казалінського району Кизилординської області Казахстану. Адміністративний центр Кизилкумського сільського округу.
У радянські часи село називалось Шенгельді.
Населення — 1123 особи (2021; 1220 у 2009, 1500 у 1999, 1504 у 1989).